# Ixodida

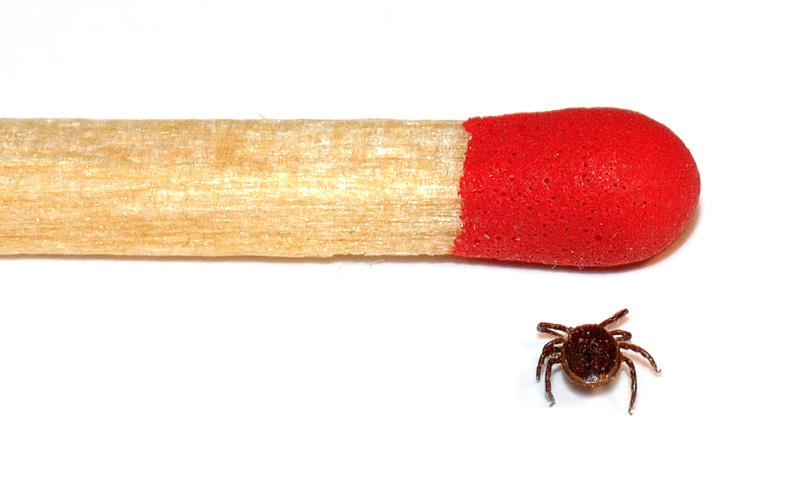
Garrapata macho en comparación con una cabeza de fósforo.

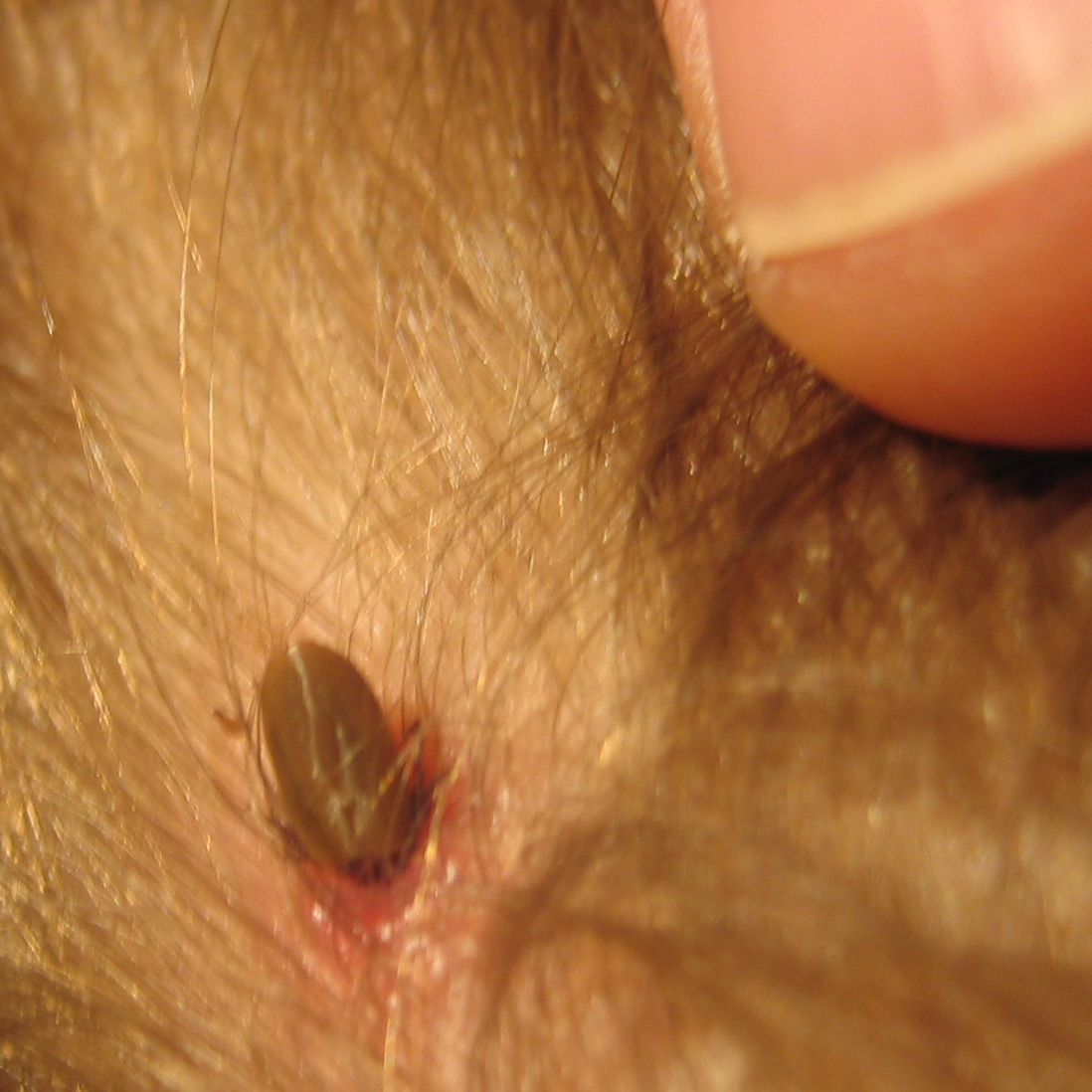
Garrapata ingurgitada pegada a la parte trasera de la cabeza de un niño. Se muestra el pulgar de un adulto como escala.

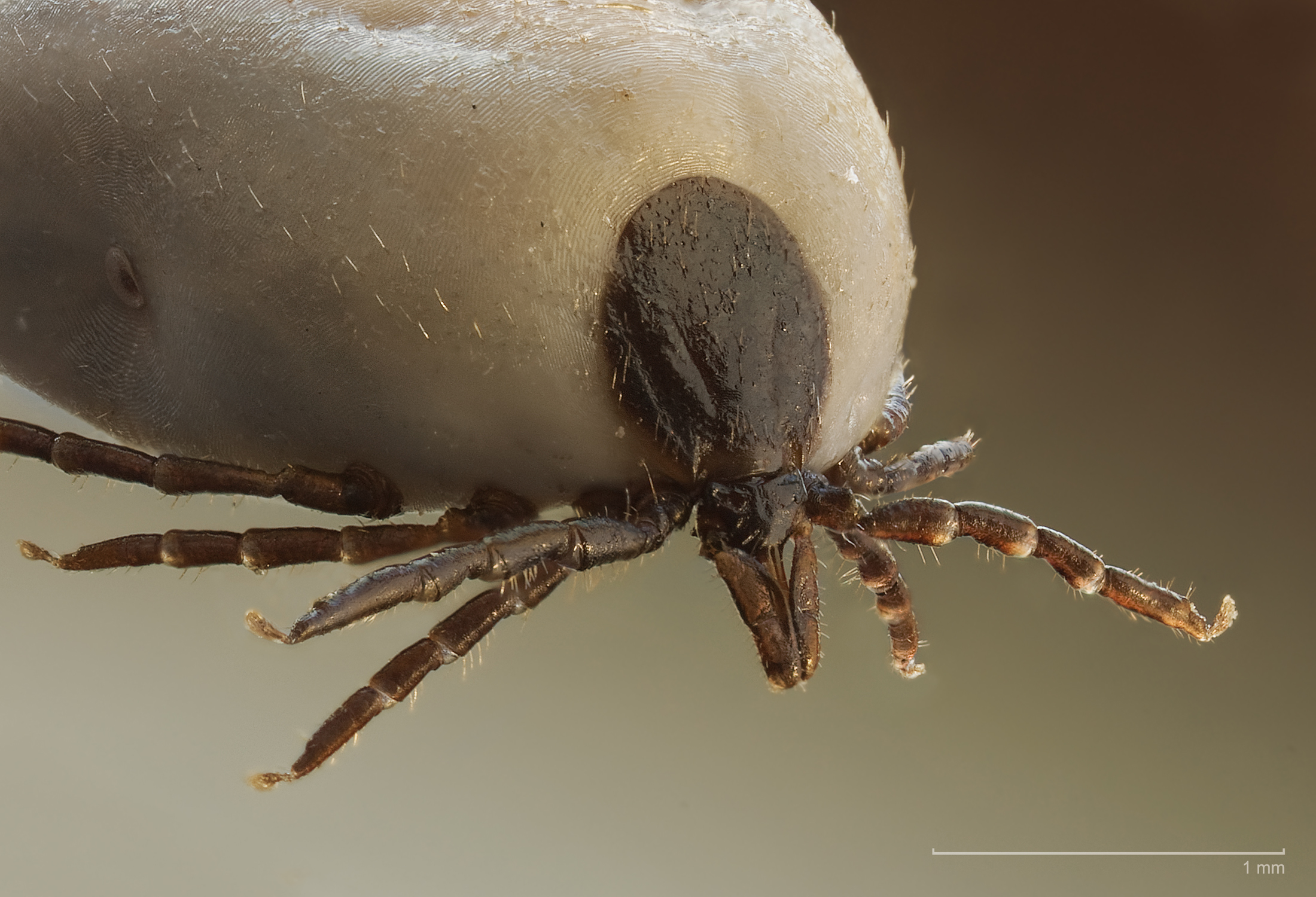
Cabeza de Ixodes ricinus (garrapata de oveja)

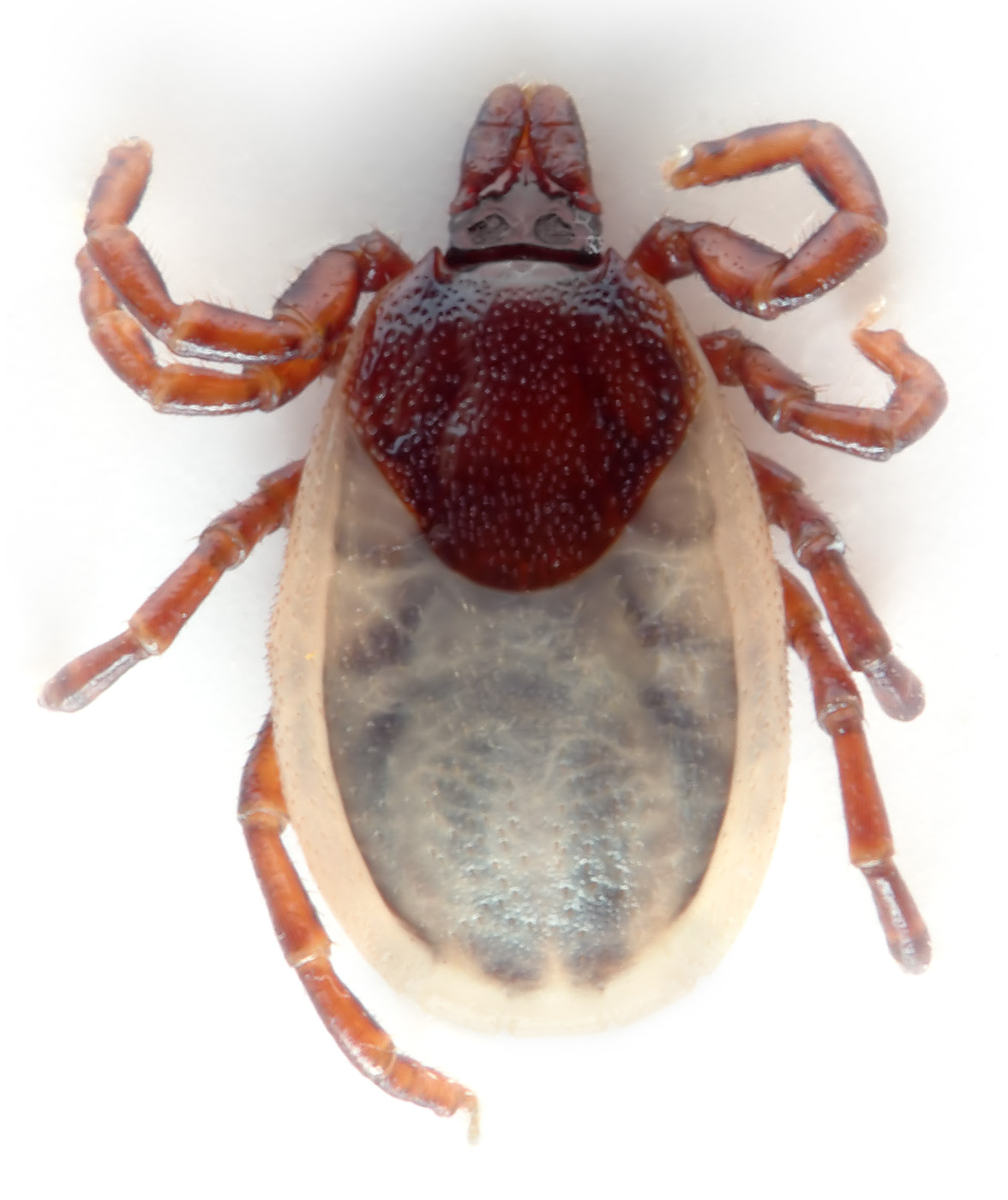
Ixodes hexagonus.

Los ixódidos, más conocidos como garrapatas, son pequeños arácnidos del superorden Parasitiformes. Las garrapatas son ectoparásitos con una dieta a base de la sangre de mamíferos, aves y, ocasionalmente, reptiles y anfibios. Las garrapatas son vectores de múltiples enfermedades, entre ellas
- la enfermedad de Lyme,
- la fiebre Q,[1]
- la CTFV (fiebre del Colorado por garrapatas),
- la tularemia,
- la fiebre reincidente,
- la babesiosis,
- la ehrlichiosis,
- la encefalitis transmitida por garrapatas,
- la rickettsiosis
- la anaplasmosis en ganado, y
- la ictericia canina.[2]

## Hábitats y comportamiento
Las garrapatas son parásitos que se alimentan de sangre de mamíferos que se encuentran frecuentemente en pastos altos, donde quedan a la espera de un posible huésped. La garrapata se adhiere a su huésped insertando los quelíceros y el hipostoma en la piel. El hipostoma está cubierto por dientes curvos y sirve como gato hidráulico.
Muchas larvas de garrapatas atacan caballos, ganado, ratones, leones y otros mamíferos causando anemia, numerosas enfermedades, parálisis e, incluso, la muerte. Dichos parásitos son difíciles de detectar, su presencia solo llega a notarse cuando ya miles se han adherido al animal, haciendo difícil su erradicación.
Una revisión frecuente y un control químico puede evitar la propagación de esta plaga.
Cambios en la temperatura y el fotoperiodo son algunos factores que indican a las garrapatas el buscar un huésped, pudiendo estas detectar el calor emitido y las emisiones de dióxido de carbono de un animal cercano. Normalmente se dejan caer del animal una vez que ya están llenas de sangre, pero esto puede tomar varios días. La actividad de estos parásitos es mayor en climas cálidos, pero pueden atacar a un huésped bajo cualquier condición.
Las garrapatas pueden encontrarse en la mayoría de las zonas boscosas alrededor del mundo. Son muy comunes en áreas donde habitan cérvidos (ciervos) o en asentamientos humanos. Son especialmente abundantes en zonas aledañas a fuentes de agua, donde animales bajan a beber, y en praderas donde los arbustos proveen protección.

### Caso de estudio de la garrapata de ciervo de Norteamérica
Ixodes scapularis (la garrapata de patas negras, o garrapata del ciervo) de Norteamérica depende para su reproducción del Odocoileus virginianus (ciervo de rabo blanco). Los estadios larvales y ninfales se alimentan en pájaros o pequeños mamíferos. La hembra adulta necesita tres días para alcanzar la madurez reproductiva y una hembra puede poner 2000 huevos o más en su vida adulta. Los ciervos son el huésped primario y son fundamentales para el éxito reproductivo de las garrapatas de patas negras.
Numerosos estudios han demostrado que la abundancia y la distribución de estas garrapatas está en correlación con la densidad poblacional de los ciervos.
Por ejemplo, una reducción del 74 % en el número de ciervos en un área de 100 ha en Bridgeport (Connecticut), produjo una reducción del 92 % en el número de ninfas recolectadas en el lugar.
La relación entre la abundancia de ciervos, la abundancia de garrapatas y los casos de enfermedad de Lyme en humanos está bien documentada en la Comunidad de Mumford Cove en Groton, Connecticut, de 1996 a 2004. La población de ciervos en Mumford Cove se redujo de unos 77 ciervos por milla cuadrada a alrededor de 10 ciervos por milla cuadrada (4 ciervos por kilómetro cuadrado) después de 2 años de caza controlada. Después de la reducción inicial, la población de ciervos se mantuvo en niveles bajos. Reducir la densidad a 10 ciervos por milla cuadrada (4 ciervos por kilómetro cuadrado) era adecuado para reducir en humanos más del 90 % el riesgo de contraer la enfermedad de Lyme en Mumford Cove.
Un estudio realizado en el 2006 por el Centro Penn State para la investigación de la Dinámica de Enfermedades Infecciosas indicó que reducir la población de ciervos en pequeñas áreas puede conllevar una mayor densidad poblacional de garrapatas, haciendo que las enfermedades de las cuales son vectores, aumenten su incidencia. Esto conduce a que las enfermedades prevalezcan y crea una plaga de garrapatas.

### Control
El parasitoide Ixodiphagus hookeri, una avispa de la familia Ichneumonidae ha sido ampliamente investigado por su potencial en el control de poblaciones de garrapatas. El modo en el que actúa es común a todas las avispas ichneumónidas, y consiste en poner los huevos en el interior del huésped, para que, cuando los huevos eclosionen, se alimenten del huésped, matándolo. Otra forma de control biológico es por medio de las aves de la familia Numididae, las cuales consumen cuantiosas cantidades de garrapatas.
Tan solo dos aves pueden llegar a limpiar 8090 m² en un año.
Dentro de los controles químicos se encuentran los polvos de aplicación externa, que en ciertos casos pueden ser tóxicos para los mamíferos. El Phenothrin (85.7 %) en combinación con Methopreno fue un tratamiento popular para el control de garrapatas en felinos; siendo el Phenothrin responsable de eliminar las garrapatas y pulgas adultas, mientras que el Methopreno interrumpe el ciclo reproductivo al matar los huevos. Sin embargo la EPA (Agencia de Protección Ambiental) de los Estados Unidos decretó la retirada de ciertos productos del mercado, e incluir medidas cautelares en otros advirtiendo de las reacciones adversas.

## Sistemática
El orden Ixodida comprende tres familias:
- Nuttalliellidae, con un único representante,
- Ixodidae, llamadas garrapatas duras
- Argasidae, llamadas garrapatas blandas.

## Registro fósil
Existen numerosos fósiles de garrapatas. Recientes hipótesis basadas en evidencias fósiles sitúan el origen de este grupo en el Cretácico, entre los 146 millones de años y los 65 millones de años AP, con la mayor evolución y dispersión entre los 65 y los 5 millones de años AP, correspondiente al periodo Cenozoico.
El más antiguo fósil encontrado es de un miembro de la familia Argasidae, una garrapata de las aves del Cretácico hallada en un ámbar de Nueva Jersey.[cita requerida]
Fósiles más recientes encontrados en ámbar báltico y ámbar dominicano han podido ser incluidos dentro de géneros con representantes en la actualidad.[cita requerida]